# Matthew O'Brien
Matthew O'Brien   (Ennis, 1814 - Jersey, 22 d'agost de 1855) va ser un matemàtic irlandès.

## Vida i Obra
O'Brien va néixer a Ennis (comtat de Clare) on el seu pare era metge. El 1830 va ser admès al Trinity College (Dublín), des d'on va passar el 1834 al Caius College de la universitat de Cambridge en la que es va graduar el 1838 com a tercer wrangler, essent deixeble de William Hopkins. Durant un breu període (1840-1841) va ser fellow del Caius College.
De 1844 a 1854 va ser professor de Filosofia Natural i Matemàtiques al King's College de Londres, càrrec que va simultaniejar des de 1849 amb el de professor d'astronomia de la Reial Acadèmia Militar de Woolwich (Greenwich).
O'Brien és autor d'una vintena d'articles matemàtics i d'uns quants llibres de text. La seva contribució més notable a les matemàtiques va ser en teoria i aplicació del mètode dels vectors., en una sèrie d'articles publicats entre 1846 i 1852. Tot i que no va desenvolupar totalment el mètode, perquè alguna de les seves teories eren insatisfactòries, i perquè va fracassar en el tractament de la propietat associativa, el seu treball va ser força innovador, encara que les seves idees van ser gairebé totalment ignorades pels seus contemporanis.
Va morir a l'illa de Jersey el 1855, a la que s'havia retirat per guarir-se d'una malaltia. Només tenia quaranta anys.